# 馬克什博洛托河
馬克什博洛托河（烏克蘭語：Макшиболото），是烏克蘭的河流，位於該國中部，屬於吉爾西基季基奇河的左支流，發源自科比利亞基西北面，流經切爾卡瑟州，河道全長33公里，流域面積209平方公里。